# Pelecanus onocrotalus
Il pellicano bianco maggiore (Pelecanus onocrotalus Linnaeus, 1758, noto anche come pellicano bianco comune, pellicano bianco orientale, pellicano rosato) è un grande uccello pescatore della famiglia Pelecanidae. Il suo areale si estende dall'Europa sud-orientale attraverso l'Asia e l'Africa, nelle paludi e nei laghi poco profondi.
È classificato come una specie a rischio minimo nella Lista rossa IUCN delle specie minacciate d'estinzione (IUCN). È elencato nell'Appendice I della Convenzione sulla conservazione delle specie migratorie, nell'Allegato I della Direttiva Uccelli dell'UE sulla conservazione degli uccelli selvatici e nell'Appendice II della Convenzione per la conservazione della vita selvatica e dei suoi biotipi in Europa. È inoltre elencato all'interno di 108 zone di protezione speciale nell'Unione europea. Si trova all'interno di 43 Important Bird Area (IBA) nel suo areale europeo. È una delle specie per le quali viene applicato l'Accordo sulla conservazione degli uccelli acquatici migratori dell'Africa-Eurasia (AEWA).

## Descrizione

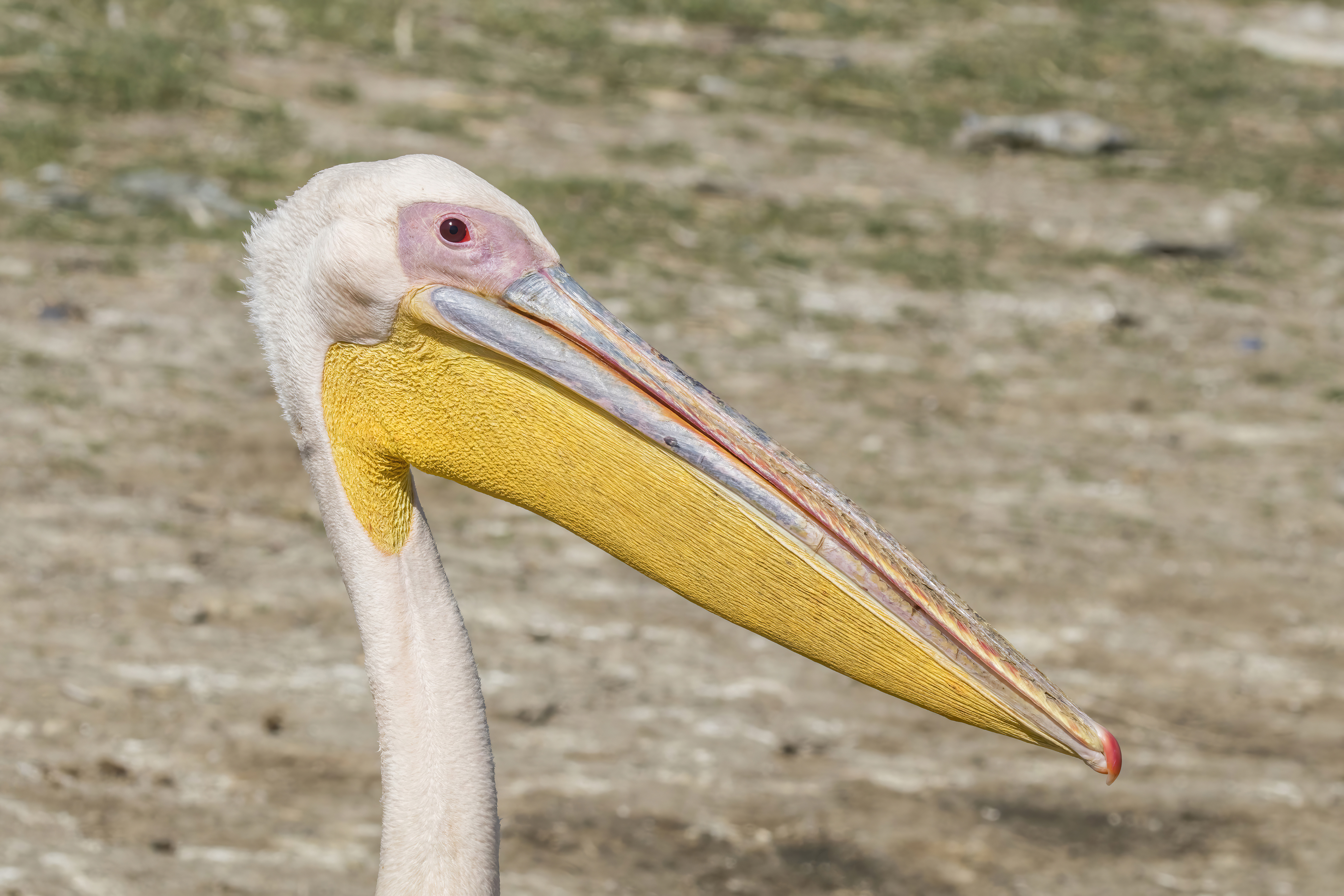
In Etiopia

Il pellicano bianco comune è un uccello di dimensioni ragguardevoli; insieme al pellicano riccio, è la più grande specie di pellicano conosciuta. La lunghezza degli esemplari adulti è di 140-180 cm (55-71 pollici) e il becco può essere lungo 28,9-47,1 cm (11,4-18,5 pollici). Il pellicano bianco comune ha una delle aperture alari più grandi tra gli uccelli: da 226 a 360 cm (7,5-11,10 pollici), dimensioni superate solamente da alcuni rapaci e dai grandi albatros. Un maschio adulto misura in media 175 cm (69 pollici) di lunghezza e pesa da 9 a 15 kg (da 20 a 33 libbre). Le popolazioni del Paleartico arrivano a 11 kg (24 libbre), raramente a 13 kg (29 libbre). Negli esemplari più grandi il becco va dai 34,7 ai 47,1 cm (da 13,7 a 18,5 pollici). La femmina ha una lunghezza media di 148 cm (58 pollici), un becco di 28,9-40,0 cm (11,4-15,7 pollici), ed è notevolmente più leggera del maschio, pesa da 5,4 a 9 kg (da 12 a 20 libbre).  Il dimorfismo sessuale in questa specie è particolarmente pronunciato (forse più che in qualsiasi altro pellicano esistente): a volte il maschio può pesare il 30% in più rispetto alla femmina. Al lago Edoardo, Uganda, uno studio sul peso medio di questi uccelli ha rilevato nei 52 maschi un peso di 11,45 kg (25,2 libbre), mentre nelle 22 femmine i 7,59 kg (16,7 libbre). In Sudafrica il peso medio dei maschi è di 9,6 kg (21 libbre), nelle femmine 6,9 kg (15 libbre).
Nella contesa del titolo dell'uccello volante africano più pesante il pellicano rivaleggia con l'otarda kori, che presenta un dimorfismo sessuale ancora più marcato; entrambi in media sono leggermente più pesanti dell'grifone del Capo e della gru carunculata. Alcune piccole popolazioni dell'areale euroasiatico possono raggiungere un peso leggermente superiore rispetto alle popolazioni africane;  le misurazioni standard in diverse aree indicano che i pellicani del Paleartico occidentale sono leggermente più grandi di quelli dell'Asia e dell'Africa. Tra le misure standard, la corda alare (la misura presa quando l'ala viene ripiegata, partendo dal polso fino alla penna primaria più lunga) va da 60 a 73 cm (24-29 pollici), la coda da 16 a 21 cm (6,3-8,3 pollici) e il tarso da 13 a 14,9 cm (5,1-5,9 pollici).

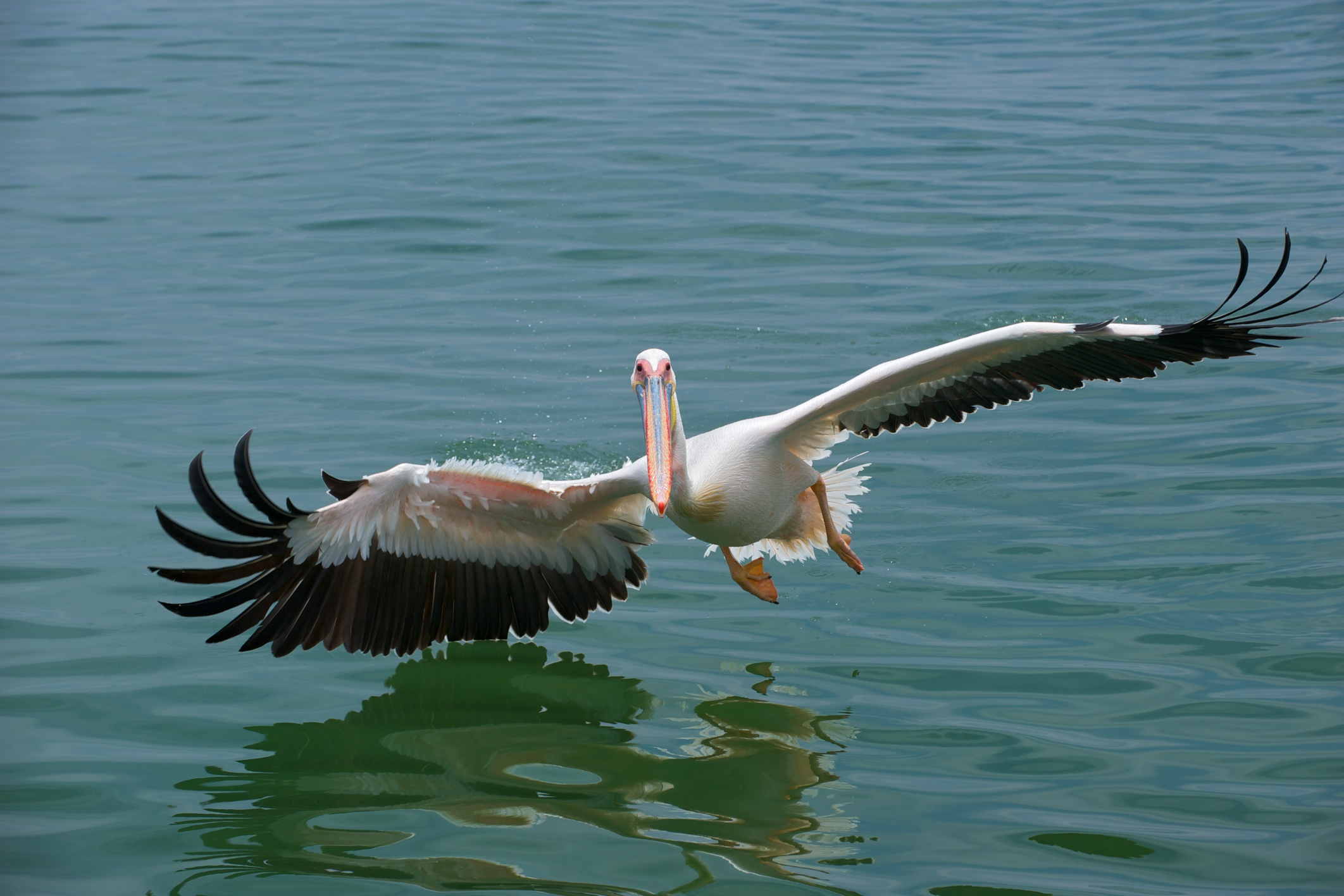
Un esemplare mentre atterra sulla superficie del mare, in Namibia

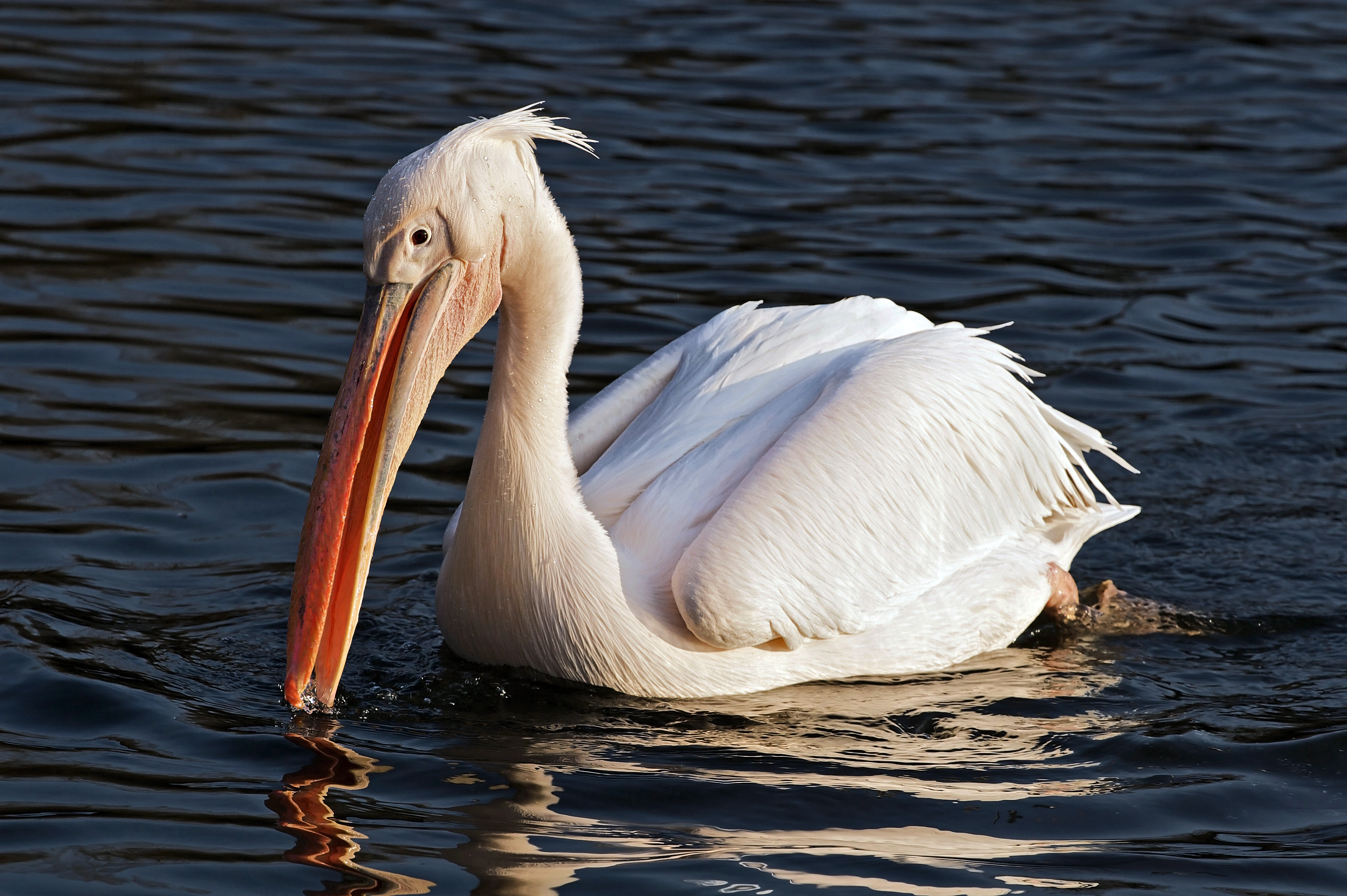
Un esemplare al St James' Park, Londra

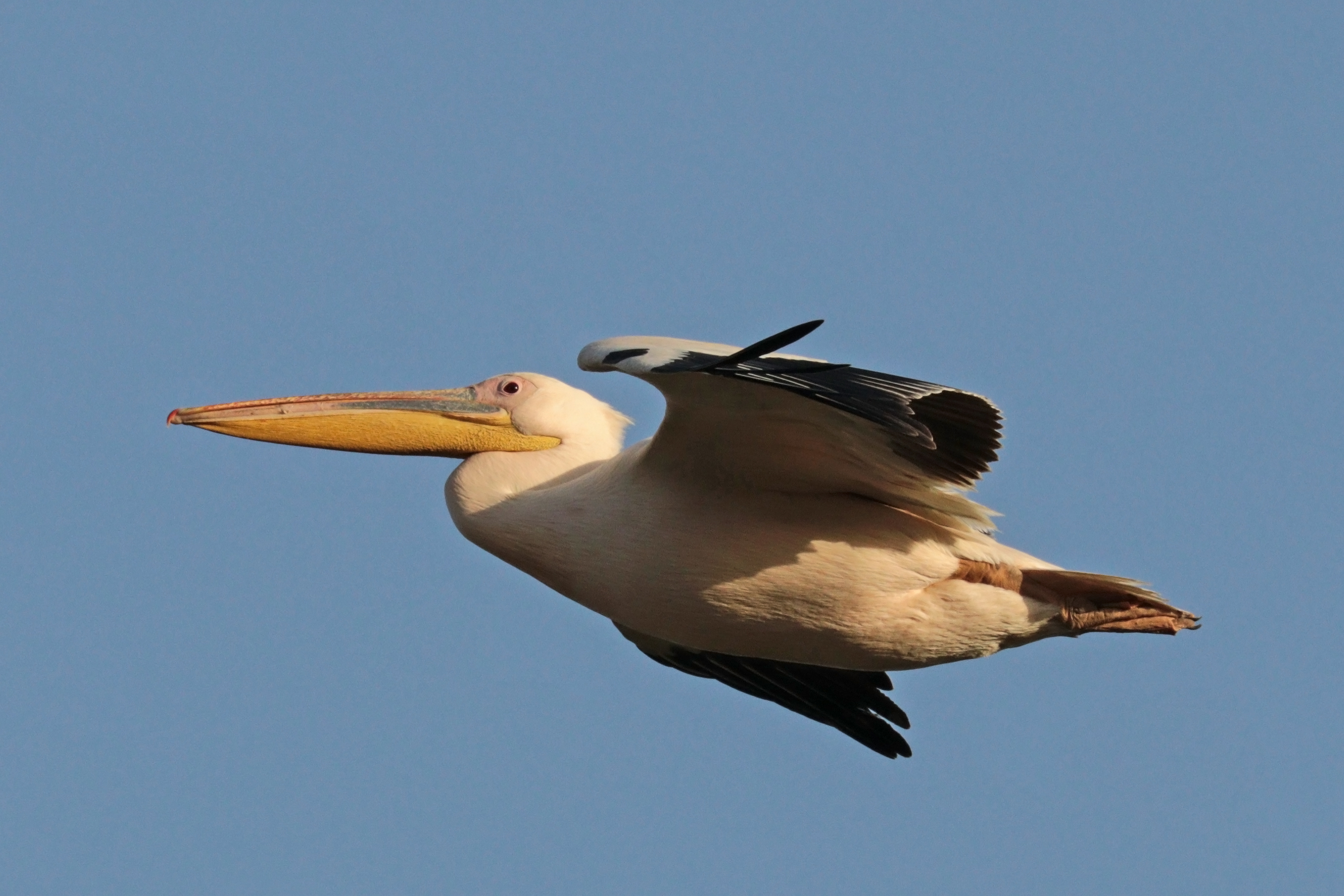
In volo, in Etiopia

Il maschio ha una curvatura verso il basso nel collo e la femmina ha un becco più corto e dritto. Il piumaggio è prevalentemente bianco tranne che sulle penne remiganti, con una debole sfumatura rosa sul collo e macchie giallastre alla base del collo e sul petto. Le penne primarie sono nere, con fusti bianchi alla base, occasionalmente con punte più chiare e frange strette. Nere sono anche le penne secondarie, ma con una frangia biancastra. Le copritrici superiori, inferiori e terziali sono bianche. Il volto è privo di piume e presenta pelle rosata che circonda gli occhi scuri, con un'iride che va dal marrone-rosso a marrone scuro. Le zampe sono giallo-beige. Durante la stagione riproduttiva la pelle rosata del maschio diventa più accesa, mentre nella femmina tende più all'arancione. Il becco è per lo più grigio bluastro, con una punta rossa, bordi mascellari rossastri e una sacca golare che va dal giallo crema al giallo tuorlo. Il piumaggio bianco è tinto di rosa con macchie giallastre sul petto. È presente anche una corta cresta di piume ispide sulla nuca.
Nei giovani la parte inferiore del corpo è più scura e brunastra, il dorso è più pallido. Le copritrici subalari sono per lo più bianco opaco, mentre le copritrici superiori sono più scure; sulle copritrici inferiori è presente una barra brunastra scura. Le copritrici superiori delle terziali posteriori hanno punte in prevalenza più chiare con una sfumatura grigio-argentea sulle copritrici secondarie maggiori e sulle terziali. Le remiganti sono più scure, tendenti al marroncino. La testa, il collo e le parti superiori, comprese le copritrici dell'ala superiore, sono per lo più marroni. La pelle del viso, il becco, la sacca golare e le zampe, dei giovani, sono grigiastri. La coda nerastra ha occasionalmente una sfumatura grigio-argentea.
Il pellicano bianco comune si distingue da tutti gli altri pellicani per il suo piumaggio. Il volto è nudo e le piume sulla fronte si assottigliano, mentre nelle altre specie la fronte è completamente piumata. In volo negli adulti il sott'ala è bianco con remiganti nere, simili solo a quelle del pellicano bianco americano (P. erythrorhynchos) che ha penne secondarie interne bianche. Si differenzia dal pellicano riccio per il suo piumaggio bianco puro, piuttosto che bianco sporco, e dal volto nudo rosa. Il pellicano grigio asiatico (P. philippensis) è leggermente più piccolo, con un piumaggio bianco grigiastro e un becco più pallido, di colore più opaco. Anche il pellicano dorso rosato (P. rufescens) è più piccolo, con un piumaggio grigio-brunastro, un becco rosa chiaro o grigiastro e una macchia rosata sul dorso.
Il pellicano bianco comune di solito è silenzioso, ma ha una varietà di richiami bassi, grugniti e ringhi. Il richiamo in volo è un gracidio profondo, mentre nelle colonie riproduttive emette richiami moooo più profondi.

## Biologia

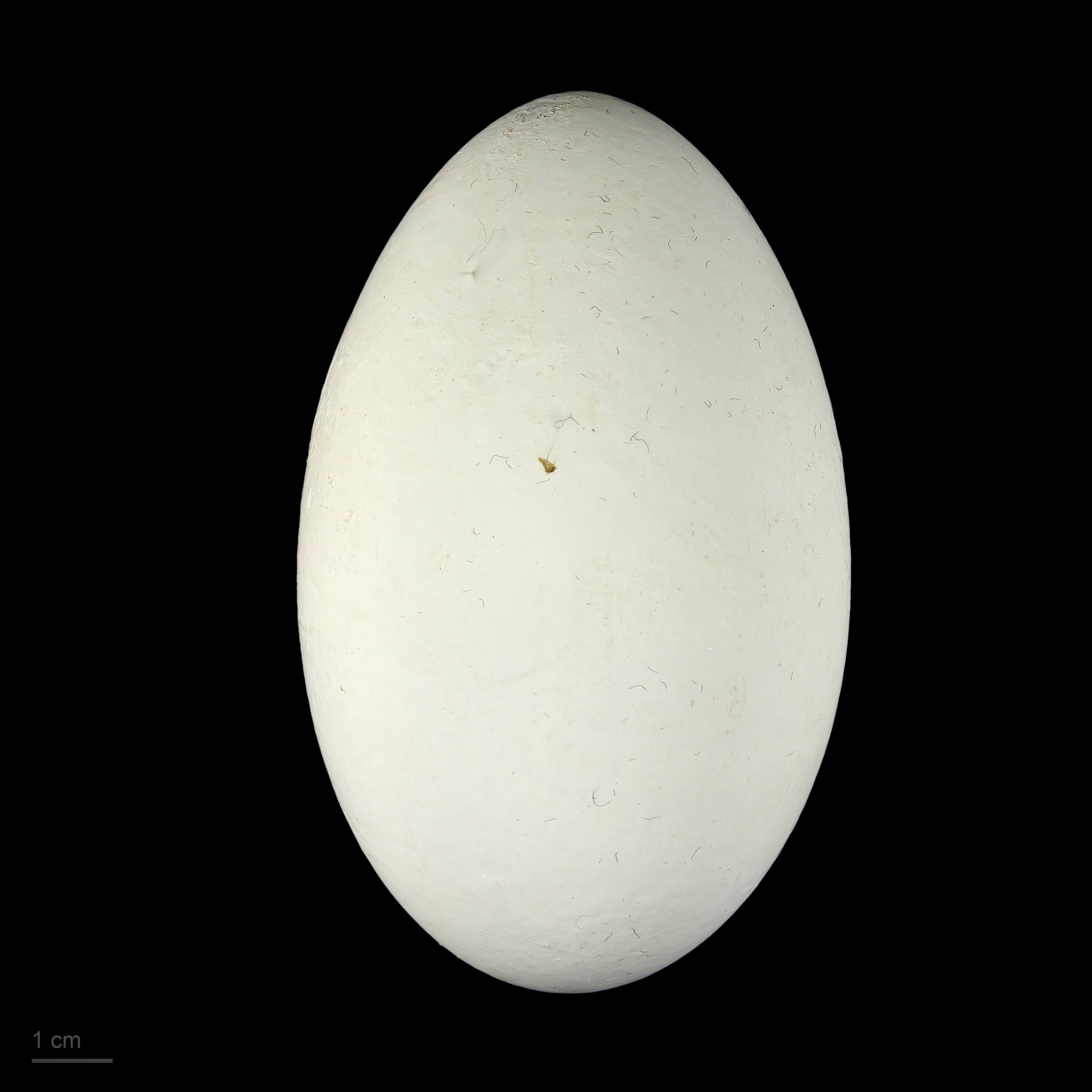
Uovo di Pelecanus onocrotalus

Ben adattati alla vita acquatica, una volta in aria, grazie alle lunghe ali, i pellicani sono forti volatori e si spostano spesso in spettacolari formazioni a V.
 
A volte gruppi di pellicani comuni di 6-8 individui si dispongono in acqua in una formazione a ferro di cavallo, immergono i grandi becchi e, battendo le enormi ali, catturano i pesci in fuga.

### Alimentazione
L'alimentazione è composta da pesci, crostacei, vermi e talvolta rifiuti. Spesso il pellicano trattiene il cibo mantenendolo nella parte inferiore del becco, detto sacco golare.
Prima di ingerire il nutrimento, il pellicano elimina l'acqua che è penetrata nella sacca insieme al cibo, facendola uscire dalla fessura del becco.

### Riproduzione
In genere nidificano vicini tra loro, in colonie numerose. La femmina depone 2-4 uova in un nido fatto di rametti, su un albero o nell'erba. I piccoli sono allevati da entrambi i genitori.

## Distribuzione e habitat
Il pellicano comune vive in laghi interni e paludi dell'Europa sudorientale, Asia e Africa.
Ma Plinio il Giovane (61 – 113) parla di Pellicani visti anche nella Gallia settentrionale che si affaccia sul Mare del Nord.